# Joggins
Joggins (w latach 1856–1937 Joggins Mines) – miejscowość (community; 1919–1949 miasto) w kanadyjskiej prowincji Nowa Szkocja, w hrabstwie Cumberland, położona na południowy zachód od Amherst, nad zatoką Chignecto Bay.
Miejscowość, której nazwa pochodzi od określenia w języku mikmak chegoggin oznaczającego miejsce połowu ryb w spiętrzeniach przy pomocy siatek rozpiętych na słupach lub gałęziach, powstała (na obszarze już w drugiej dekadzie XVIII w. będącym terenem pozyskiwania węgla przez Europejczyków z garnizonu w Annapolis Royal) na mocy nadań z 1790 dla Richarda Lee, odkupionych jeszcze w XVIII w. przez Richarda Glenie'ego, oraz z 1800 dla tego ostatniego i Alexandra Blaira, przyjmując współczesne miano Joggins, a używane w odniesieniu do tego rejonu już w połowie XVIII w.. Stałą eksploatacja złóż węgla rozpoczęto pod auspicjami londyńskiej General Mining Association w 1847, co spowodowało dalszy rozwój miejscowości: w 1856 uruchomiono tu stację dyliżansu – od jej nazwy i miejscowość przyjęła miano Joggins Mines, w 1867 rozpoczęła działalność szkoła, w końcu w 1887 doprowadzono tu odnogę Kolei Interkolonialnej i chociaż w cztery lata później zamknięto najstarszą kopalnię, to wydobycie zakończono dopiero we wrześniu 1961, zamykając równocześnie kopalnię „Bayview Mine” dostarczającą paliwa dla elektrociepłowni w Maccan i linię kolejową. W 1919 otrzymała status miasta (town), w 1937 powrócono do pierwotnej nazwy miejscowości, a w 1949 utraciła w wyniku kryzysu finansów miejskich status uzyskany przed 30 laty status.
Według spisu powszechnego z 1956 miejscowość zamieszkiwało wówczas 873 osoby.
W Joggins od 28 maja 1992 znajduje się tablicę ufundowana z okazji 150-lecia istnienia kanadyjskiej służby geologicznej, świadcząc też o znanych z okolicy tamtejszych skamieniałościach (klify w Joggins).